# Streblosa palawanensis
Streblosa palawanensis är en måreväxtart som beskrevs av Cornelis Eliza Bertus Bremekamp. Streblosa palawanensis ingår i släktet Streblosa och familjen måreväxter. Inga underarter finns listade i Catalogue of Life.